# Monumento de Filopapo
El monumento de Filopapo (en griego: Μνημείο Φιλοπάππου, romanizado: Mnimio Filopappu) es un mausoleo construido entre los años 114 y 119 d. C .en la ciudad de Atenas. Está dedicado a Filopapo, cónsul y magistrado honorario en Atenas y nieto y último descendiente conocido de Antioco IV, l último rey de la región anatólica de Comagene, reino incorporado al Imperio romano. Se trata de un monumento de arte grecorromano con importantes influencias orientales, procedentes de Comagene. El monumento de Filopapo no ha sido excavado, simplemente ha permanecido sobre la colina en lo que fue construido en el siglo II d. C., y se encuentra bastante dañado. Por su ubicación es uno de los monumentos que definen la ciudad de Atenas.

## Historia
El rey Antíoco IV de Comagene fue el último soberano de Commagene porque a principios del siglo I d. C. la región se convirtió definitivamente en provincia romana por decisión del emperador Vespasiano. Al depuesto rey se le concedió la ciudadanía romana y se estableció en Roma. Su nieto Filopapo era arconte en Atenas y cónsul en Roma. Era un hombre de cultura griega, oraba a los dioses helenicos, tenía afición por la cultura y literatura griega y participaba activamente de la vida cívica ateniense. Su fuerte helenización se debía especialmente a la influencia de su madre, Claudia Capitolina, hija de un alto funcionario del imperio. Por parte de padre heredó la conciencia de descender de un reino helenístico pero con fuertes influencias persas. Murió antes de cumplir 50 años, entre los años 114 y 116 d. C., y le fue otorgado el honor excepcional de un gran entierro público en el entonces nombrado cerro del templo de las musas (Mouseion) dentro de las murallas de la ciudad, un lugar prominente que puede ser visto desde la Acrópolis y áreas circundantes. El mausoleo alteró el paisaje de la ciudad, al tiempo que creó un monumento no visto en ningún otro lugar del mundo romano que exaltaba la polifacética identidad de Filopapo.
La construcción del mausoleo se ha visto en el contexto del comportamiento de la aristocracia romana, que durante el final de la República y el Imperio entró en la dinámica competitiva de invertir grandes sumas de dinero en la construcción de monumentos de dimensiones gigantescas y multiplicidad de símbolos arquitectónicos, con la finalidad de satisfacer sus necesidades de autoengrandecimiento. 
Pese a las dimensiones y emplazamiento del monumento, este dejó poco rastro escrito en la antigüedad. El único testimonio que escribe sobre el mausoleo fue el historiador y viajero Pausanias (115-180 d. C), que en su obra Descripción de Grecia  comenta simplemente que el monumento era "la tumba de un sirio". No fue hasta el siglo XV en el que el viajero Ciriaco de Ancona describió el monumento en detalle y copió las inscripciones en latín y griego, que han permitido que en la actualidad se conozca bien el estado del monumento en aquella época.

## Descripción
El mausoleo está hecho íntegramente de mármol pentélico, el mismo tipo que se usó previamente en la construcción del Partenón. Actualmente, lo que queda de pie es solo una parte de la obra original. Hoy en día se conservan los restos de la estructura, con una parte de la fachada de pie. La forma de la planta del podio era casi las de un cuadrado, midiendo 9,11 por 9,65 metros. La superestructura contenía la fachada del monumento, que se conserva parcialmente, así como una cámara mortuoria totalmente desaparecida, la cual alojaría un sarcófago. De acuerdo con las reconstrucciones llevadas a cabo, esta cámara mediría 3 por 3,4 metros, y dada la estructura simétrica del edificio, habría tenido la entrada en el centro de la parte posterior de la estructura. La parte posterior estaría dotada de una fachada secundaria, probablemente con pilastras y coronada por un frontón.
La fachada está bastante dañada; toda la parte lateral derecha (desde el punto de vista del observador) ha desaparecido, así como también la cúspide de la estructura. La fachada estaba dividida en tres niveles. El primero se encuentra decorado con relieves y tiene una altura de 3,51 metros; en el segundo se alojan dos capillas con una estatua en cada una, y tiene una altura de 6,5 metros, y del tercero, que contenía el frontón, se desconoce la altura exacta.

### Los relieves
Los relieves se encuentran en el primer nivel. La parte central muestra a Filopapo, vestido con túnica y toga, conduciendo una cuadriga. La mano izquierda sostiene un cetro, mientras que la derecha está levantada. Según el dibujo hecho en la antigüedad por Ciriaco de Ancona en el siglo XV, alrededor de su cabeza habría habido una corona radiante.
Cabe resaltar que la cuadriga contiene una pequeña figura perteneciente a Heracles dentro de un templete o naiskos. En la parte posterior de la cuadriga hay una figura siguiéndola, mientras que las riendas de los caballos están sujetados por un mozo de cuadra. Más a la izquierda están esculpidos seis lictores, oficiales públicos encargados de escoltar magistrados. Todas las figuras han sido decapitadas, o bien su cara ha sido rota. Parece que en la parte derecha, ahora desaparecida, habría seis lictores más. 
El relieve recuerda el de un arco conmemorativo romano, especialmente el arco de Tito. La posición de Tito sobre la cuadriga es muy parecida a la de Filopapo, sosteniendo el mismo tipo de objeto y haciendo los mismos gestos. Incluso los caballos tienen la misma posición. Es evidente que el monumento a Filopapo imita esta escena del arco de Tito. Ahora bien, también existen diferencias importantes entre las dos representaciones. En la de Filipapo carecen todos los elementos de una procesión triunfal, incluyendo la imagen de la victoria y todos los elementos militarísticos y el botín de guerra, las cuales sí que están en el arco de Tito.

### Las estatuas
De las tres estatuas originales ubicadas en el segundo nivel, solo se conservan dos, la ubicada en la posición central, representando a Filopapo, y la ubicada a su derecha, representando a su abuelo, Antíoco IV, el último rey de Commagena. Como en el caso de los relieves, las estatuas han sido fuertemente vandalizadas y han perdido la cara y la mayor parte de las manos y pies.
La estatua que representa Filopapo] es característica por varias razones. Es bastante diferente que la ubicada en el nivel inferior. Muestra un hombre sentado, con el pecho descubierto, vestido sólo con un himatión, prenda que colgaba desde el hombro izquierdo hasta los tobillos, rodeando la espalda. Esta era una representación propia de figuras griegas, heroicas y divinas. Llama la atención que la representación de Filopapo lleva sandalias, como los dioses griegos así representados, y no como cuando la figura representaba a un emperador, que iba descalza.
Las pilastras a ambos lados de la estatua de Filopap tienen inscripciones en latín y griego. La pilastra de la izquierda está en latín, y contiene el nombre romano completo, así como su filiación, títulos y cargos. Mostraba una lista de títulos en los que incluso era capaz de incluir el nombre del emperador: C. Julius C.f. Fab(ia) Antiochus Philopappus, cuerpo, fratero arvalis, allectus entre praetorios con imp(eratore) Caesare Nerva Traiano Optumo Augusto Germanico Dacico. La pilastra de la izquierda, con un texto mucho más breve, solo proporciona su nombre griego, título y linaje real. Basileus Antiochos Philopappus Basileos Epiphanous blando Antiochou, que se traduce como Rey Antioco Filopapo, hijo del rey Epifanes, hijo de Antíoco Antioco hace referencia a Antíoco IV de Comagene, el último rey, mientras que el hijo y el nieto, aunque la inscripción les otorgue el título de rey, no lo fueron.
La figura lateral, perteneciente a Antíoco IV de Comagene, se sienta en una silla curul, símbolo del poder romano, y está vestida con una toga, con una actitud propia de un auténtico magistrado romano. Parece que la figura del otro lado, actualmente desaparecida pero identificada por una inscripción registrada por Ciriaco de Ancona, corresponde a Seleuco I Nicátor, fundador y primer rey del Imperio seléucida, distante antecesor de Filopapo.

## Significado

### El origen de las influencias orientales
Las conquistas asiáticas por parte de Alejandro Magno, y el posterior dominio de estas tierras a través de la fundación de numerosas ciudades por parte de los reyes griegos seléucidas y  a dinastía ptolemaica, provocaron que estas regiones y especialmente los estratos sociales altos recibieran una fuerte helenización, una influencia cultural griega. Pero el intercambio cultural también se produjo en sentido inverso, y la cultura y las élites griegas adoptaron algunas formas culturales aqueménidas. Entre estas influencias estaba el culto al rey, culto que posteriormente se traspasó al emperador cuando Roma pasó a controlar los territorios de los reyes seléucidas y los ptolomeos.
Comagene] era un reino helenístico localizado en el curso alto del río Éufrates, entre la península anatólica, el Levante mediterráneo y las rutas en el Próximo Oriente. Allí se construyeron varios monumentos como el túmulo real de Nemrud Dagi, usando un lenguaje visual que se caracterizó por integrar elementos griegos y persas. De hecho, Antíoco I de Comagene, constructor de Nemrud Dagi, se reivindicaba descendiente tanto de Alejandro Magno como del emperador aqueménida Darío I. Adicionalmente, se refería a sí mismo como amigo de los griegos y amigo de los romanos. La plasmación artística de estas ideas en Comagen ha sido calificada por algunos expertos como rimbombante, "frívola y "grotesca.

### El caso del mausoleo de Filopapo
De la misma forma que lo habían hecho sus antepasados, Filopapo es representado con varias identidades, cada una reflejada con unos recursos artísticos distintivos. El conjunto muestra las distintas identidades que se construyó Filopapo. En el primer nivel, la representación de un soberano con una corona radiante era propia de Comagene, así como la figura de Heracles en la cuadriga. Esta identidad de rey de Comagene podría verse reforzada por la ubicación del mausoleo en una colina, como también se hizo así el santuario real de Nemrud Dagi, construido por sus antepasados en Comagene. El resto de elementos del nivel es de clara influencia romana. El segundo nivel también muestra la identidad grecorromana, tanto por el estilo de las estatuas como por las inscripciones en latín y griego de las pilastras. En este nivel se añade la de rey macedonio.
Todo este conjunto de identidades intersolapadas hace que actualmente la opinión más representativa del programa cultural de la obra es que '«el hecho de que Filopapo se represente a sí mismo como cónsul romano, arconte griego, rey de Comagene e incluso todo un dios en el mismo monumento muestra que la identidad es una construcción más que una realidad fija».
El propósito de la obra era construir mostrar las diversas identidades de Filopapo, y en este sentido la erección del monumento se hacía con la intención de servir como valla publicitaria bien grande, y no la de la construcción de una obra de arte.

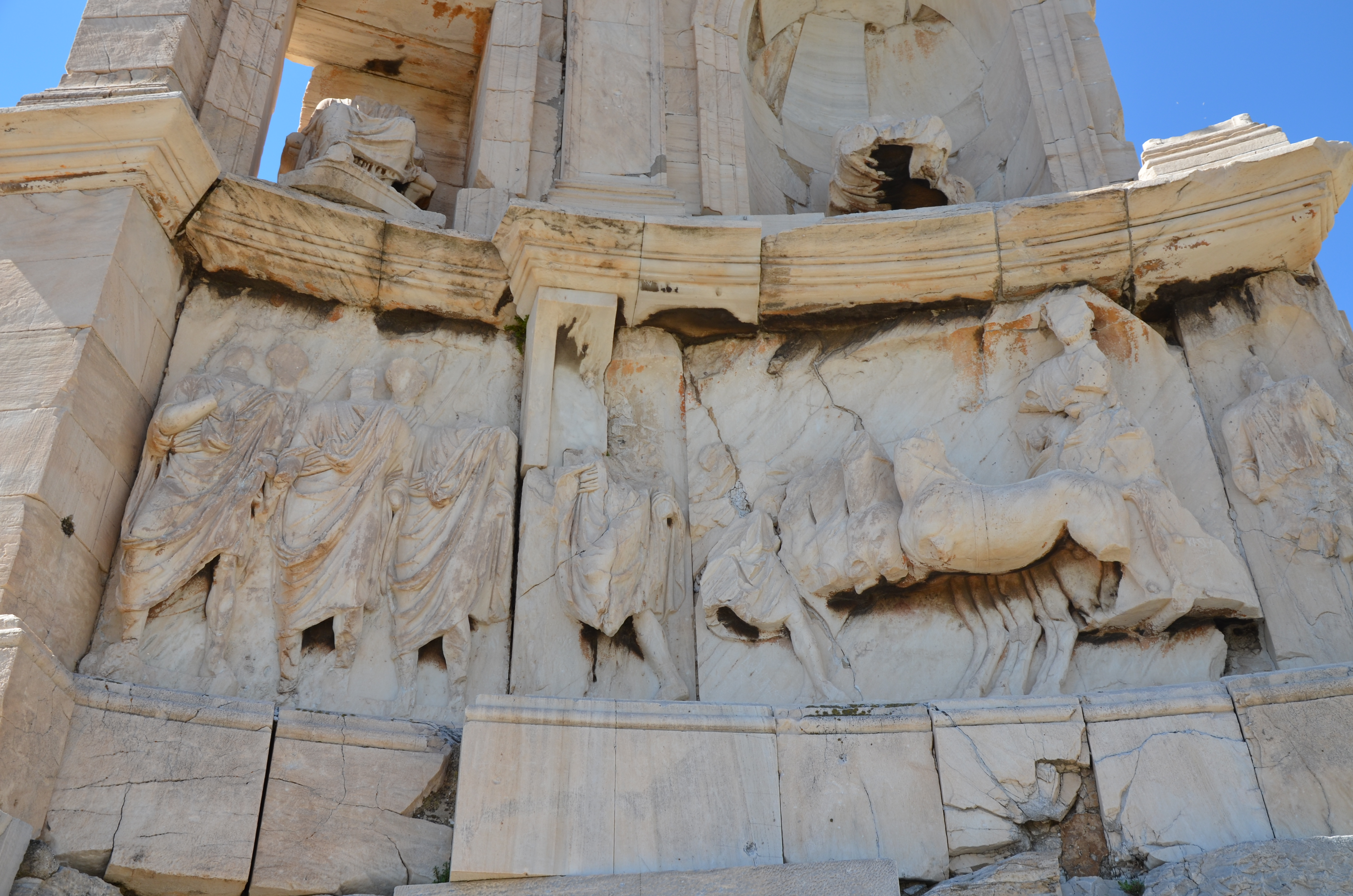
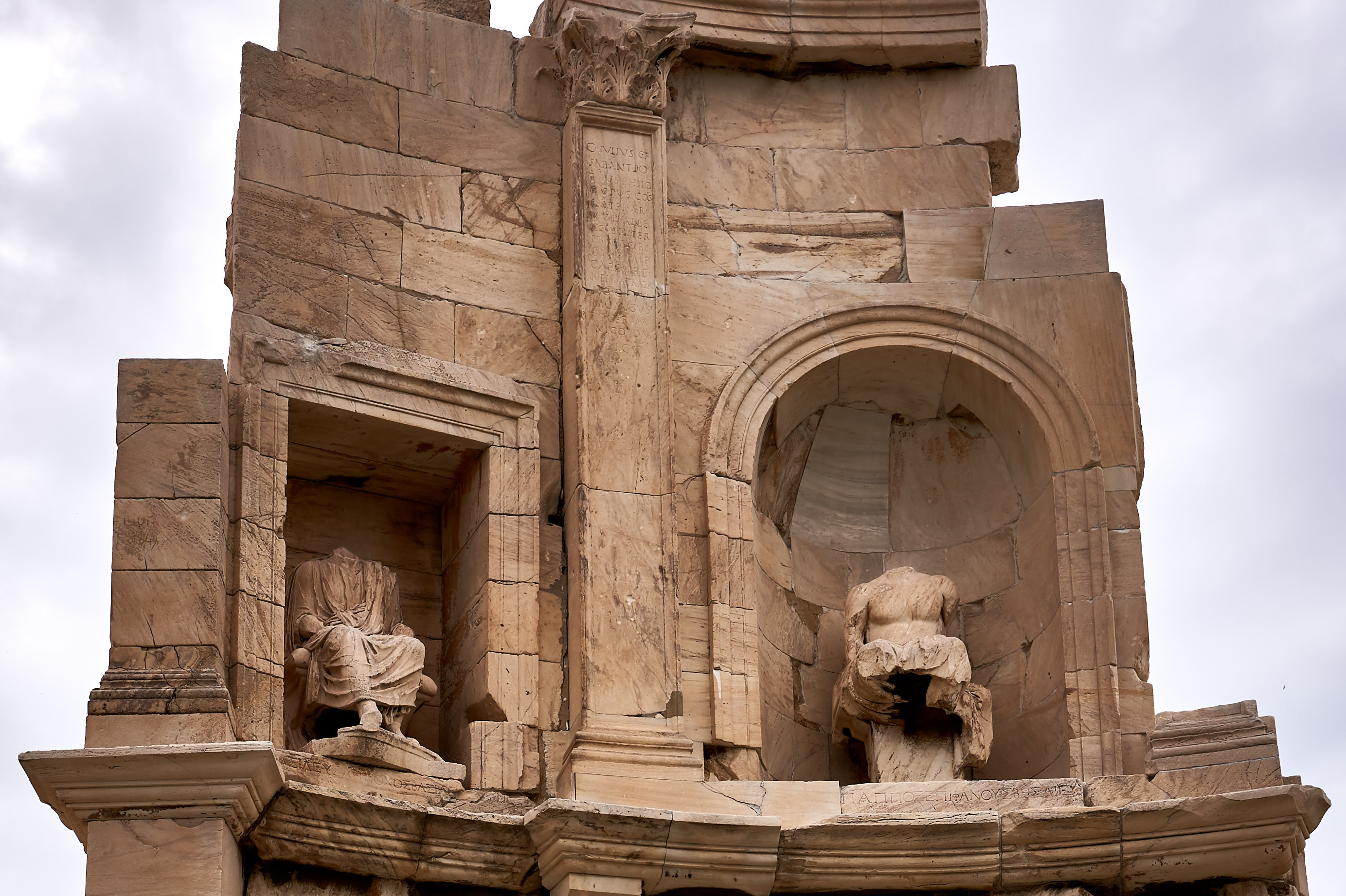
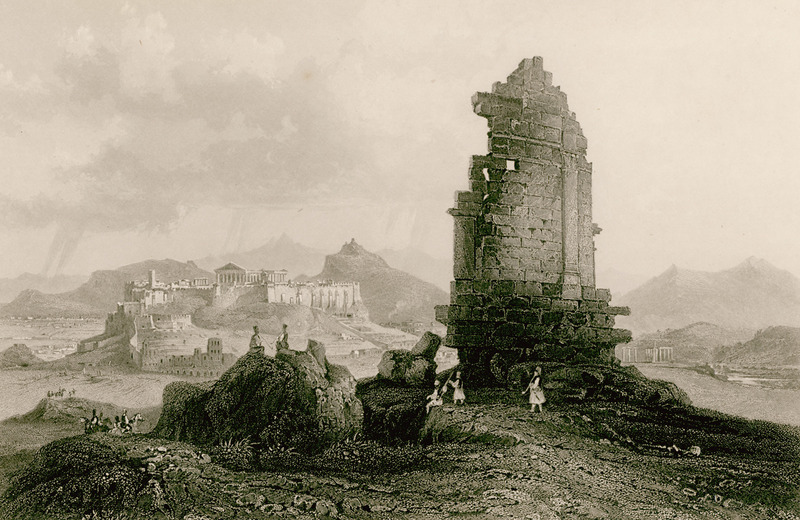
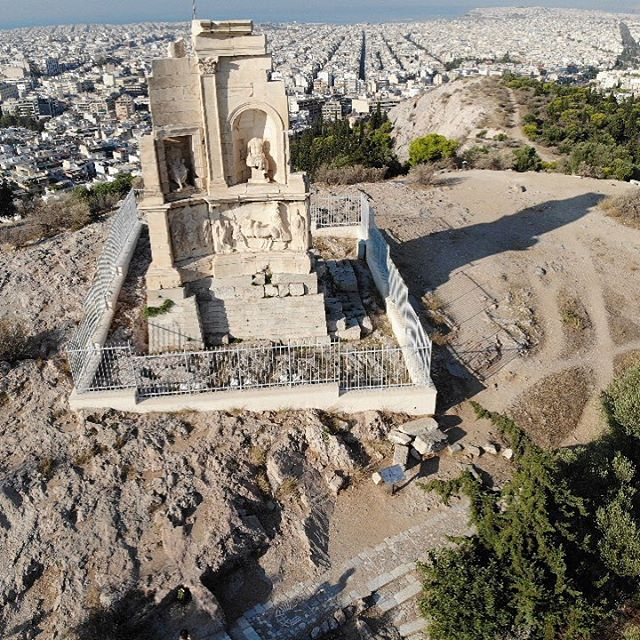
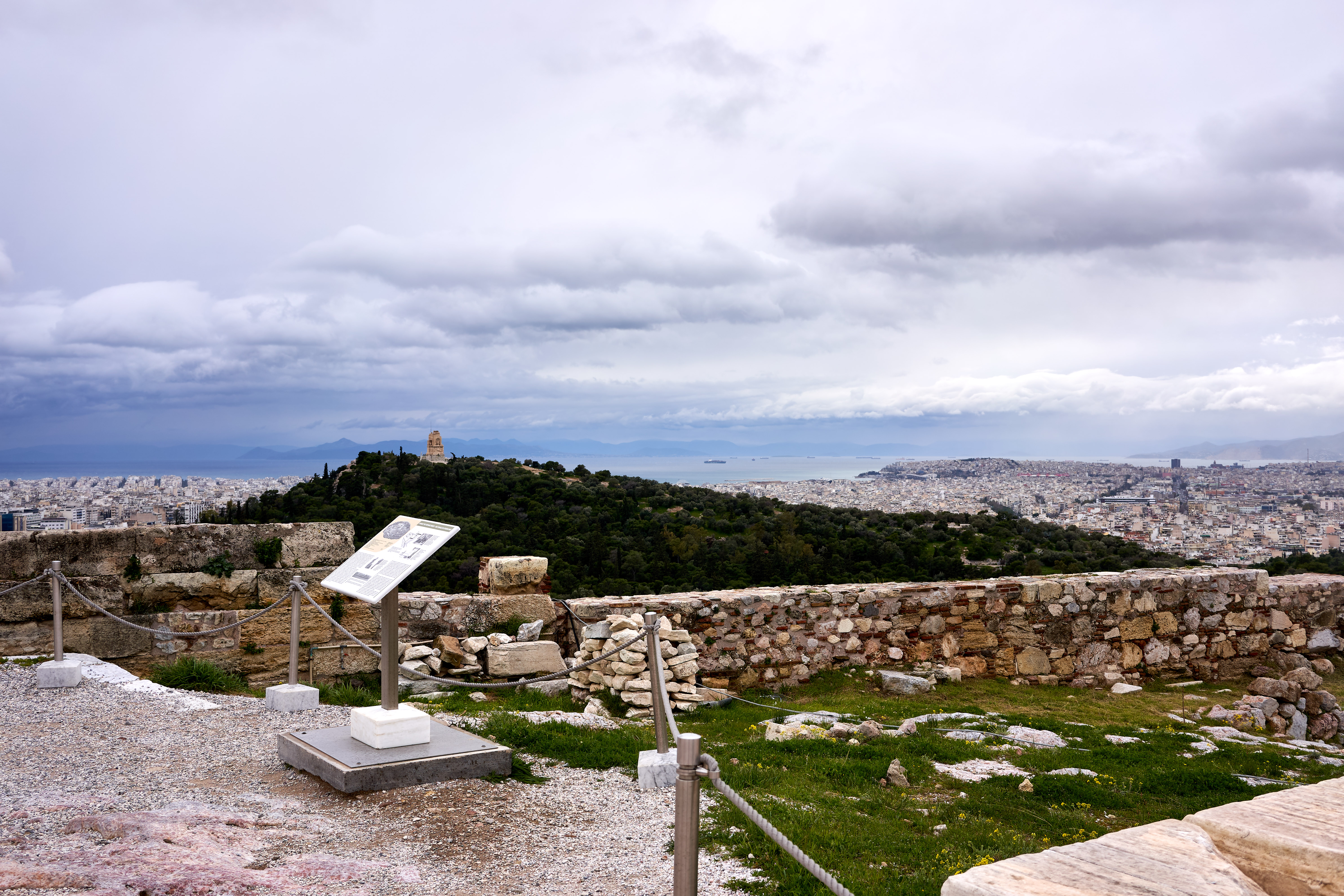